# Pseudozonaria annettae
Espèce
Synonymes
- Cypraea annetae, Dall, 1909

Pseudozonaria annettae est une espèce de mollusques gastéropodes de la famille des Cypraeidae, et du genre Pseudozonaria.

## Répartition

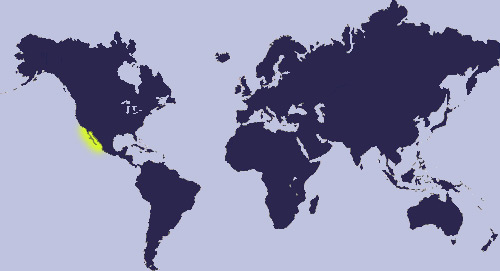
Répartition de Cypraea annettae

## Liste des sous-espèces
Selon World Register of Marine Species (14 septembre 2014) :
- sous-espèce Pseudozonaria annettae aequinoctialis (Schilder, 1933)